# Uncie lichidă
O uncie lichidă (simbol: fl oz pentru fluid ounce, iar în Canada francofonă: oz liq, pentru once liquide) este o unitate de volum utilizată în sistemul de unități imperial și în sistemul de unități american. Totuși, cele două unități de măsură nu sunt aceleași.

## Mărimi
- Uncia lichidă imperială reprezintă 1/160 dintr-un galon imperial, adică exact 28,423.062.5 ml sau cca 1,734 țoli cubi. Acest volum de apă are o masă de cca 1,002 uncii avoirdupois.
- Uncia lichidă americană reprezintă 1/128 dintr-un galon american, adică exact 29,573.529.562.5 ml sau cca 1,805 țoli cubi. Acest volum de apă are masa de circa 1,043 uncii.